# Metaltec Suisse
Metaltec Suisse ist ein schweizerischer Fachverband der Metallbaubranche. Der Verband zählt rund 1’100 Unternehmen zu seinen Mitgliedern (Angaben gemäss Jahresbericht AM Suisse 2023). Neben reinen Metallbaubetrieben zählen zu den Mitgliedern auch Mischbetriebe, Betriebe aus verwandten Branchen oder Teilbranchen, wie etwa Fassadenbau-, Fensterbau- oder Stahlbauunternehmen. Metaltec Suisse vertritt deren Interessen in Bezug auf die berufliche Grundbildung und Weiterbildung sowie die wirtschaftspolitischen Rahmenbedingungen in der Schweiz. Metaltec Suisse gehört dem Arbeitgeberverband AM Suisse als Mitglied mit eigener Rechtspersönlichkeit an.

## Geschichte
Der Fachverband Metaltec Suisse wurde 2016 im Zuge der Umfirmierung des Dachverbandes AM Suisse gegründet.

## Berufsbildung
Zu den von Metaltec Suisse betreuten Ausbildungen gehören auf Stufe der beruflichen Grundbildung (Lehrabschluss): Metallbauer/in EFZ, Metallbaukonstrukteur/in EFZ, Metallbaupraktiker EBA.